# Чёрный бизнес (фильм, 1965)
«Чёрный бизнес» — советский фильм режиссёра Василия Журавлёва, выпущенный в 1965 году. В основе сценария — поимка цеховиков Шакермана и Ройфмана, впоследствии расстрелянных.

## Сюжет
Под видом туристки в СССР приезжает шпионка из разведслужбы некоего генерала Даниэля. Сотрудникам КГБ удаётся выяснить истинную причину визита Элеоноры фон Будберг (она же «мисс Ластер», она же «Нина»).

## В ролях
- Иван Переверзев — генерал Мельников
- Геннадий Юдин — майор Кравцов
- Юрий Саранцев — капитан Громов
- Станислав Михин — лейтенант Мещерский
- Маргарита Володина — мисс Ластер
- Аркадий Толбузин — Горский, он же Волчанский
- Виктор Кулаков — Бахов
- Муза Крепкогорская — «Мэри» Тараканова
- Феликс Яворский — Умновский
- Павел Винник — Гулькин
- Марианна (Марина) Стриженова — Жанна
- Константин Худяков — Анатолий Потапов
- Виктор Колпаков — Музыкин
- Елена Максимова — тётя Маша
- Григорий Шпигель — Квасов
- Александр Смирнов — Петриченко

В эпизодических ролях
- Елизавета Алексеева — миссис Айлэнд, иностранная туристка
- Юлиана Бугаева — Альбина Волчанская
- Инна Выходцева — Валя, работница камвольного комбината, член Штаба «Комсомольского Прожектора»
- Валериан Виноградов
- Сергей Голованов — профессор, глава иностранной делегации
- Нина Гребешкова — работница камвольного комбината, член Штаба «Комсомольского Прожектора»
- Елена Вольская — Кармела, сбытчица «левых» изделий
- Юрий Киреев — офицер КГБ
- Пётр Любешкин — бригадир ремонтников Трошин
- Елена Муратова
- Сергей Никоненко — ремонтник бригады Трошина
- Галина Самохина — девушка в ресторане, спутница капитана Громова
- Павел Волков — Борис Николаевич, врач психоневрологического диспансера
- Лев Фричинский — иностранный дипломат Кренкшоу
- Юрий Чекулаев — Уэстон, иностранный турист
- Зоя Чекулаева — иностранная туристка
- Николай Сморчков — сотрудник милиции, порученец генерала Мельникова
- В. Ахметов
- В. Баскаков
- В. Ремнёв

## Съёмочная группа
- Сценаристы: Николай Жуков, Василий Журавлёв
- Режиссёр: Василий Журавлёв
- Оператор: Николай Большаков
- Композитор: Эдисон Денисов
- Художник: Александр Жаренов

## Дополнительные факты
- Премьера фильма состоялась 2 июня 1965 года.
- Прокат (1965, 15-е место) — 29,8 млн зрителей.
- Фильм предваряется титром:

Этот фильм создан по горячим следам недавних событий, 
 изменены только имена и места действия…